# Галицийское генерал-губернаторство

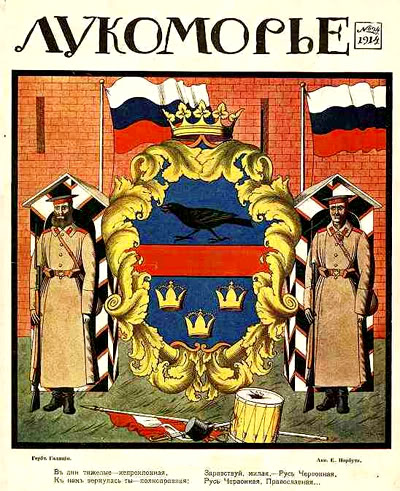
Герб работы Георгия Нарбута

Галици́йское (Га́лицко-Букови́нское) генера́л-губерна́торство — временная административно-территориальная единица, созданная правительством Российской империи для управления занятыми Русской императорской армией во время Первой мировой войны землями Австро-Венгрии. В составе Львовской и Тарнопольской губерний (к которым позднее добавили Перемышльскую и Черновицкую губернии) существовало с сентября 1914 по июль 1915 года. 

## Военные действия в Галиции
В самом начале Первой мировой войны в ходе Галицийской битвы 18 августа — 21 сентября 1914 российские войска одержали крупную победу, в результате которой 2 сентября 1914 был взят Галич, а 3 сентября 1914 — Львов. После четырёхмесячной осады 22 марта 1915 был взят Перемышль, и вся Галиция была занята российской армией. Однако наступательная операция войск Центральных держав в мае—июне 1915 (Горлицкий прорыв) свела на нет эти победы — 3 июня 1915 был потерян Перемышль, 22 июня 1915 — Львов, и русские войска оставили Галицию. Позднее, весной—летом 1916 года, во время Брусиловского прорыва, русские войска вновь были в Галиции, но в этот раз до Львова они уже не дошли.

## Деятельность администрации генерал-губернаторства

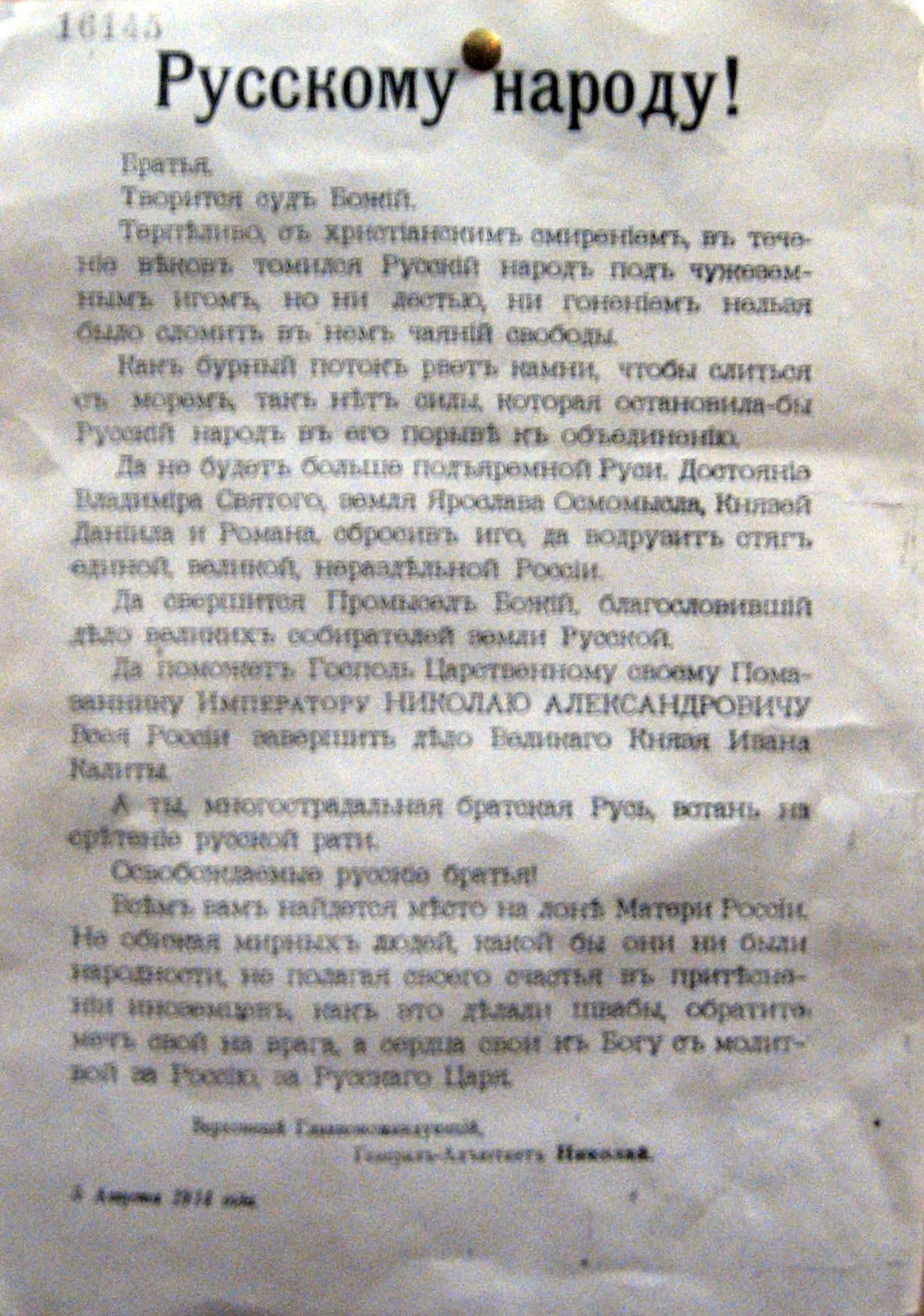
Обращение главнокомандующего русской армией великого князя Николая Николаевича к русскому народу
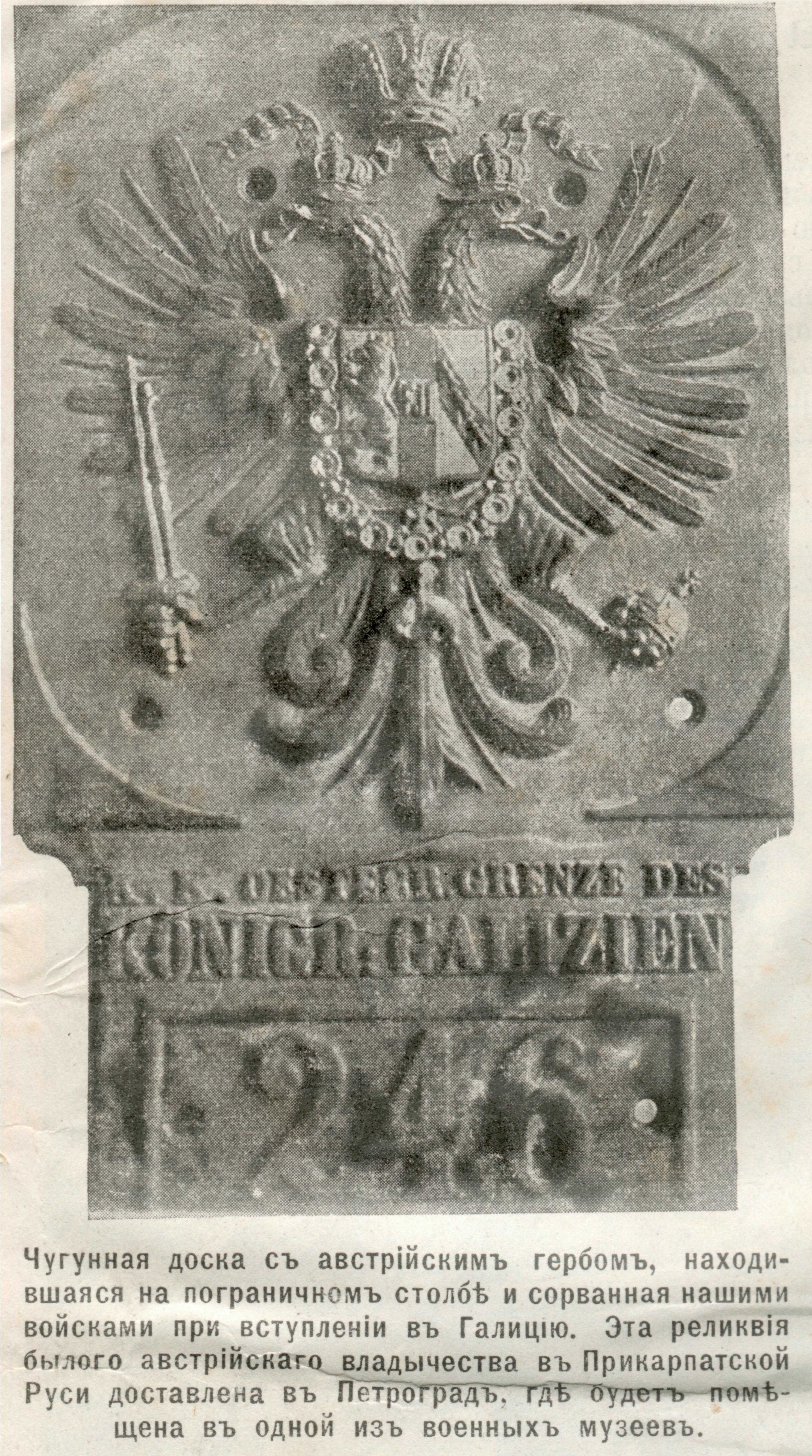
Австрийский герб, русский трофей 1914 года. Фото из журнала «Нива»

Уже через день после взятия Львова, 5 сентября 1914 года, в городе начала свою работу канцелярия графа Георгия Александровича Бобринского, который был назначен Военным генерал-губернатором Галиции. Канцелярия продолжала деятельность до 14 июля 1915 года.
Для распространения в занятом регионе «чисто русских начал» 20 сентября (3 октября) 1914 года главнокомандующий армиями Юго-Западного фронта генерал-адъютант Николай Иванов подписал распоряжение о начале издания во Львове официальной газеты русской администрации края с названием «Львовское военное слово». Ответственным редактором газеты был назначен капитан Н. Р. Наркевич:101.
В конце марта 1915 года император Николай II провёл инспекцию Галицийского генерал-губернаторства. 27 марта 1915 он посетил Броды и Львов, о котором в письме императрице написал так: «Очень красивый город, немножко напоминает Варшаву, пропасть садов и памятников, полный войск и русских людей» . Во Львове он встретился с генерал-губернатором Г. А. Бобринским, а с генералом А. А. Брусиловым на следующий день в Самборе, затем посетил Хыров и Перемышль.
Русское правительство планировало в дальнейшем интегрировать восточную часть Галиции в состав непосредственно России, а западную Галицию (населённую в основном поляками) — в состав Царства Польского. Деятельность администрации Г. А. Бобринского длилась меньше года, в условиях постоянных военных действий, поэтому трудно говорить о целенаправленной политике гражданского управления.
По мере продвижения российских войск по территории Галиции и Буковины были образованы две губернии, Львовская и Тернопольская, позже также Черновицкая и Перемышльская. Губернии делились на уезды, их администрация и на губернском, и на уездном уровне практически полностью комплектовалась чиновниками из России. Только двое из местных уроженцев заняли должности помощников начальников уездов. Местные уроженцы использовались лишь в качестве переводчиков и мелких чиновников. Это объяснялось не только недоверием к местным со стороны российской администрации, но и тем, что большая часть местной русофильской интеллигенции была репрессирована австрийскими властями в самом начале войны (См. статью Талергоф). В уездах западной Галиции из-за преобладания поляков в населении на должности назначались российские чиновники польской национальности.
В отношении лиц, которые подозревались в шпионаже в пользу Австро-Венгрии (особенно это касалось евреев), предпринимались репрессивные меры (выселение в отдалённые районы России, взятие заложников, запрещение передвижения в пределах генерал-губернаторства и др.). Были высланы и многие священники грекокатолической церкви (в частности, митрополит Андрей Шептицкий).
При реквизиции российской армией у местного населения лошадей, скота и другого имущества предусматривалась обязательная оплата. Однако часто за реквизируемое имущество выдавались просто расписки, или за него занижались цены. Командующим армиями было рекомендовано воздержаться от реквизиций во время проведения полевых работ.
На вновь занятой территории русские власти немедленно стали проводить в жизнь антисемитское законодательство Российской империи, запрещавшее евреям владеть землёй (в отличие от австрийского, по которому это было им разрешено). Начался процесс экспроприации земель у евреев, который прервала лишь утеря края летом 1915 года.
Политика русского правительства в Галиции во многом носила противоречивый и непоследовательный характер и вызывала недовольство местных русофилов, которые были более последовательными сторонниками пророссийской и антипольской политики, чем российская администрация. Эта политика проводилась без коренной ломки существующего строя и вынуждала сохранять в крае очень сильные позиции польских помещиков, польской культуры, католической и грекокатолической церквей.

## Решение религиозного вопроса

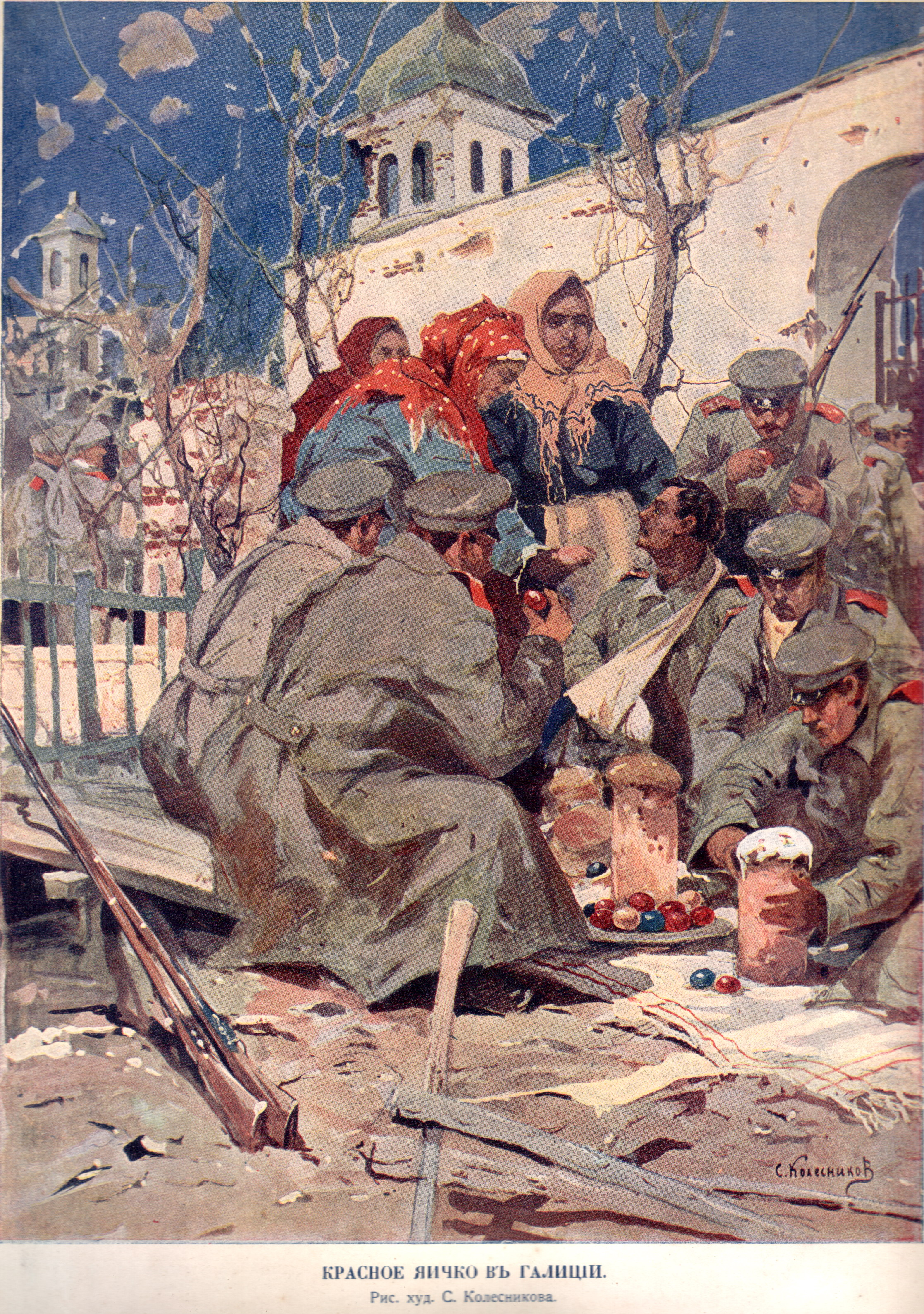
Красное яичко в Галиции. С. Колесников. 1915.

28 сентября 1914 года император Николай II дал указание «осторожного разрешения религиозного вопроса в Галиции». В особенности это касалось перехода жителей края из униатства в православие, что происходило на галицких территориях, занятых русскими войсками . Последовавшие практические распоряжения исключали насильственный и ограничивали стихийный переход грекокатолических приходов в православие. Переход разрешался, только если 75 % явившихся на сход представителей дворов вместо своего постоянного униатского священника пожелали бы иметь православного. В этом случае православный священник обязывался предоставить оставшемуся униатскому священнику возможность совершать богослужения и пользоваться церковной утварью. От униатских и католических священников не требовались молитвы за российского императора, но были запрещены молитвы за австрийского цесаря. Однако, 19 сентября 1914 года был арестован русскими военными властями за антироссийские проповеди митрополит Андрей (Шептицкий) и выслан вглубь России, что вызвало протест Ватикана и стран Антанты. При вступлении русских войск множество приходов оказалось вообще без священников: галицкие русофилы были интернированы австрийскими властями в концентрационных лагерях Талергоф и Терезин или находились в тюрьмах, а многие украинофилы проавстрийской направленности бежали с отступающими австрийскими войсками. В опустевшие приходы направлялись православные священники. Архиепископ Волынский Евлогий (Георгиевский), ведавший православными в Галиции, сталкивался со случаями, когда галичане самовольно увозили православных священников в свой пустующий приход и некоторое время их там удерживали.

## Благотворительность
Вопросами благотворительности и обеспечением населения продовольствием занимался троюродный брат генерал-губернатора Владимир Алексеевич Бобринский, чиновник особых поручений. Ему помогало Петроградское Галицко-Русское благотворительное общество: открывались приюты для оставшихся без родителей детей в Самборе, Городке, оказывалась помощь голодающим, приют для галицких детей при Иоанновском женском монастыре в Петрограде, собирались пожертвования на церкви.

## Отступление российской армии из Галиции

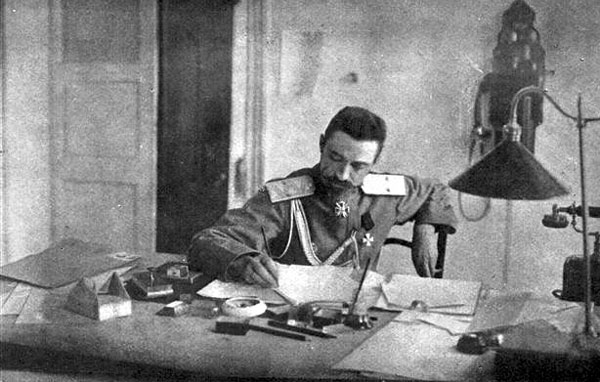
Генерал С. Л. Марков (1878—1918)

Австро-германское наступление в мае—июне 1915 года (Горлицкий прорыв) вынудил российские войска оставить Галицию. Тысячи жителей края стремились попасть в Россию, особенно русофилы, которые опасались новых репрессий со стороны австро-венгерских властей. Для въезда в пределы Российской империи с начала оккупации требовалось получить пропуск в канцелярии генерал-губернатора, либо у градоначальника, губернаторов, начальников уездов. В отчёте канцелярии сообщалось, что местные жители «выезжали массами». За последнюю неделю перед отступлением из Львова канцелярия генерал-губернатора выдала более 10 тысяч таких пропусков. Теперь при выдаче пропусков не проверялась благонадёжность уезжающего, пропуска выдавали всем, кроме евреев, которых по-прежнему подозревали в проавстрийских симпатиях. Однако в момент отхода армии пропуска уже не проверялись. В своих воспоминаниях Деникин писал о генерале Сергее Маркове: «Помню дни тяжкого отступления из Галичины, когда за войсками стихийно двигалась, сжигая свои дома и деревни, обезумевшая толпа народа, с женщинами, детьми, скотом и скарбом… Марков шёл в арьергарде и должен был немедленно взорвать мост, кажется, через Стырь, у которого скопилось живое человеческое море. Но горе людское его тронуло, и он шесть часов ещё вел бой за переправу, рискуя быть отрезанным, пока не прошла последняя повозка беженцев». В Россию с отступающей армией ушло до двухсот тысяч галицких беженцев.
Второй Военный генерал-губернатор Фёдор Трепов (4 октября 1916 — 31 мая 1917).
c 22 апреля 1917 по 2 августа 1917 генерал-губернаторством руководил краевой комиссар Дмитрий Дорошенко.
2 августа 1917 вся территория Галицко-Буковинского генерал-губернаторства была захвачена войсками Австро-Венгрии и вошла в её состав.

## Заложничество и депортации в Россию
Заложников в оккупированной Галиции начали брать согласно распоряжению главнокомандующего Юго-Западным фронтом от 22 сентября 1914 года. По данным Георгия Бобринского было взято не менее 700 заложников. В основном заложников брали из числа состоятельных евреев — директоров банков, городских голов, торговцев, промышленников, представителей интеллигенции. Этих заложников вывезли в Киевскую, Черниговскую, Полтавскую и Симбирскую губернии.
При отступлении в 1915 году из Галиции российские власти вывезли в качестве заложников в Киев множество поляков. Поляков вывезли «в обеспечение оставшихся жителей, благожелательно относившихся к России, от мести австрийских войск». Осенью 1915 года этих заложников обязали за собственный счет выехать из Киева в отдаленные губернии. после жалоб поляков, российские власти приняли следующее решение: заложникам-славянам (полякам и украинцам) разрешили остаться в Киеве или уехать в место по их выбору (но под надзор полиции), а заложников-неславян (в основном евреев) было решено отправить в Сибирь. В ноябре — декабре 1915 года решали вопрос с другой партией из 114 заложников и 34 высланных из Галиции лиц. Они оказались без теплой одежды и им выделили на ее приобретение единовременное денежное пособие в размере 50 рублей, а также ежемесячное пособие на питание. Специальная комиссия пересмотрела их дела, выяснив, что на большинство заложников не было материалов об их антироссийской деятельности. В итоге из 114 заложников освободили 90 человек (из них 22-м разрешили вернуться в Австро-Венгрию). Остальные 24 антироссийски настроенных заложника были высланы в Казанскую губернию и в Сибирь.
Также из Галиции власти практиковали административную высылку. Всего существовало 13 оснований для административной высылки из Галиции:
- Подозрение в шпионаже;
- Неблагонадежность и подозрительность;
- Вредность и нежелательность;
- Военнопленные и военнообязанные;
- Польские соколы, сечевые стрелки и украинцы (националисты);
- За содержание военно-почтовых голубей;
- За содействие австрийским войскам;
- За неимение удостоверений на жительство;
- Заложники;
- По подозрению в краже и грабеже;
- За уклонение от воинской службы;
- За хранение оружия;
- Жён, изъявивших желание следовать за мужьями.

## Символика
Герб генерал-губернаторства являлся гласным.